# Ok. Run
Ok. Run è il primo singolo del cantante croato Sandy Marton, sotto lo pseudonimo alternativo di M-Basic, pubblicato nel 1983.

## Descrizione
La canzone Ok. Run, viene composta da Andy Surdi, Claudio Cecchetto e William Marino. Il singolo, prodotto da Andy Surdi e Massimo Carpani, viene pubblicato nel 1983 in formato 7" a 45 giri dall'etichetta discografica Mirto in tre edizioni, tutte con lo stesso numero di catalogo 812 672-7, le prime due a nome M-Basic, l'ultima a nome Sandy Marton. Nello stesso anno viene pubblicato anche in formato Mix su 12" a 33 giri, dall'etichetta discografica Deejay con numero di catalogo MIX 483. Il singolo contiene due versioni della canzone, Radio Version e Cut Version, mentre il 12" contiene tre versioni, oltre alle due presenti nel 7", ma di durata maggiore, anche una versione Instrumental.

## Tracce
7" Mirto 1983
Testi e musiche di Andy Surdi, Claudio Cecchetto, William Marino.
1. Ok. Run (Radio Version) – 3:12
2. Ok. Run (Cut Version) – 3:49

Durata totale: 7:01
12" Deejay 1983
Testi e musiche di Andy Surdi, Claudio Cecchetto, William Marino.
1. Ok. Run (Cut Version) – 5:32
2. Ok. Run (Radio Version) – 3:42
3. Ok. Run (Instrumental) – 5:22

Durata totale: 14:36

## Crediti
- Sandy Marton - voce, programmazione